# Novolipetsk Steel
Novolipetsk Steel, o NLMK, es una de las cuatro mayores empresas siderúrgicas de Rusia con ventas de más de US$11.700 millones en 2011 y 9,2 millones de toneladas de acero de producción. La proporción del mercado doméstico de la producción de acero crudo de NLMK era de en torno al 13% en 2007. Principalmente produce productos planos de acero, productos de acero semiterminados y aceros eléctricos. NLMK también produce aceros especiales recubiertos, de alta ductilidad y aceros de microaleciones. Es líder mundial del mercado de aceros en plancha y de grano orientado, con proporciones del mercado de cerca del 13% y 20% respectivamente.
Los activos de NLMK son técnicamente avanzados a la par con sus competidores globales. NLMK es enteramente autosuficiente en el suministro de mineral de hierro a través de su participación del 97% en Stoilensky GOK, el tercer mayor productor de mineral de hierro de Rusia.
En 2023 tuvo una producción de acero de 14.2 millones de toneladas.

## Historia
Históricamente, la región de Lipetsk en Rusia Central tiene sustanciales depósitos de mineral de hierro. En 1702, Pedro el Grande ordenó la construcción de una fundición de hierro en la zona.
En 1931, Novolipetsk Iron and Steel empezó la construcción de una planta en el sitio de la mina de mineral de hierro. Prosperando a lo largo de las décadas, Novolipetsk se convirtió en sociedad anónima en 1992 y entonces en 1993 empezó el proceso de privatización con la distribución de acciones de la compañía entre sus empleados. La compañía ha continuado creciendo con la adquisición de nuevas empresas. En 1998 Vladimir Lisin se convirtió en su presidente. El sitio manufacturero de Lipetsk cubre 27 kilómetros cuadrados. Menos de la mitad de la producción de acero de NLMK es vendida en Rusia.
La fuente principal de mineral de hierro en ahora Stoilensky GOK, una compañía que tiene sus instalaciones a 350 km de las plantas de Lipetsk.
El 15 de diciembre de 2005 la compañía listó 42 millones (8,3% del número total de acciones) de sus Global Depositary Shares (GDSs) en la bolsa de Londres. Cada GDS representa 10 acciones ordinarias.
En junio de 2006 NLMK alteró su política de dividendo y aumentó su objetivo de retribución del 15% al 20% bajo las normas US GAAP. La compañía persigue el objetivo de acercar el dividendo durante un periodo de cinco años al 30%.
En 2007, Novolipetsk Steel (NLMK) es una de las empresas siderúrgicas más rentables por tonelada de producción del mundo, y con diferencia la empresa de acero más rentable de Rusia con un margen EBITDA de 44%.

## Adquisiciones
Las adquisiciones y fusiones de NLMK se han centrado en activos que la compañía pudiera aprovechar para el procesamiento de sus planchas de bajo coste en productos de alto valor añadido en sus mercados de exportación claves. La mayor adquisición ha sido una participación conjunta (joint venture) con el Grupo Duferco en diciembre de 2006. Esta joint venture incluye una acería y cinco plantas de laminados en Europa Occidental y EE. UU.. También incluyen instalaciones de distribución y servicios localizadas en Europa.
- OJSC Dolomite, empresa minera y procesador metalúrgico de dolomita, adquirido en 1997.

- OJSC Stagdok, empresa minera y procesador de caliza fundente, adquirido en 1999.

- OJSC Stoilensky GOK, proveedor de mineral de hierro, adquirido en 2004 (97%).

- OJSC TMTP, operador del puerto de Tuapse en el mar Negro, adquirido en 2004 (participación mayoritaria).

- Licencia en el importante depósito de coque de carbón en Zhernovskoie 1 en la región del Kuzbass de Rusia, adquirida en subasta del Estado en 2005.

- DanSteel A/S, empresa danesa de laminados de acero, adquirida en 2006.

- OJSC Altai-koks adquirida en  2006.

- VIZ Stal, el segundo mayor productor ruso de acero eléctrico, adquirido en 2006.